# 衛理中學
衞理中學（英語：The Methodist Church Hong Kong Wesley College）是一間由香港基督教循道衞理聯合教會在1977年開辦的政府津貼全日制男女中學，校風純樸，始於北角。於1993年9月27日獲遷校到現址小西灣道33號。學校於1998年轉為以母語教學，2010學年開始於中一改回主要以英語教學，初中每級有三班以全英語教學（彈性班），一班主要為母語教學（非彈性班）。

## 教學語言
初中：
- 三班以全英語教學（中文、中國歷史、生活與社會科、宗教科除外）
- 另一班主要為母語教學（英文、數學除外）

高中：
- 中文、通識以中文教授
- 英文、數學以英文教授
- 選修科均讓學生自行選擇教學語言（中文或英文）

## 校園環境
全校建築面積5600平方米，校舍屬靈活式校舍，樓高7層，有標準課室24間、特別室17間，並設有兩個禮堂、小食部、學生會辦公室、英文屋（WE Lab）、中文教室、音樂室、電腦室、多媒體教學中心、家政室、設計室、地理室、設計與科技室、生物實驗室、綜合科學實驗室、物理實驗室、化學實驗室、社工室、圖書館、視覺藝術室、校園電視台及自修室等設施。校舍對面有福建中學(小西灣)，左側則有嶺南衡怡紀念中學。
校舍面向將軍澳對外海域。2012年暑假進行粉飾外牆等工程。於2018年開始加建升降機工程。

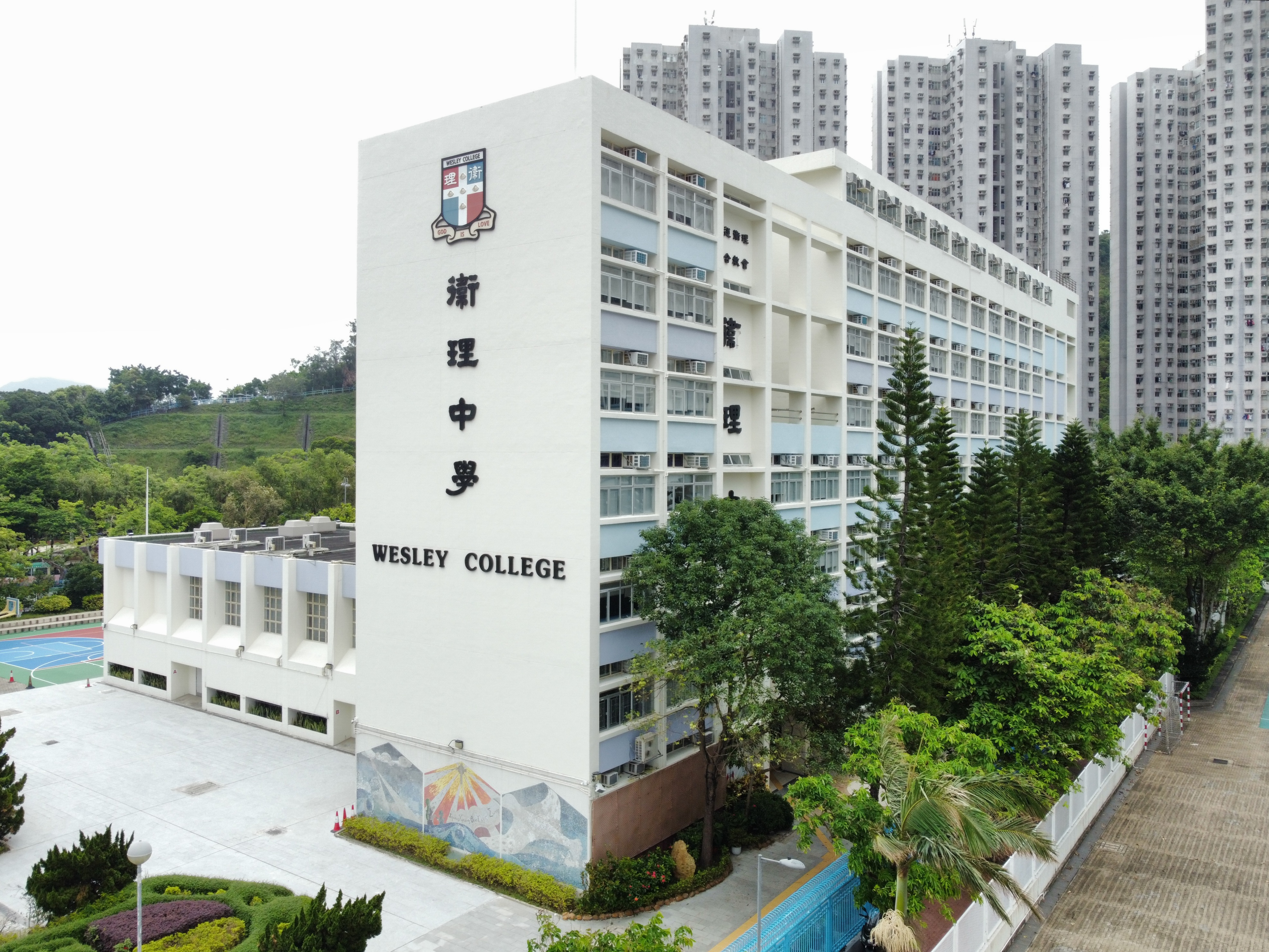

## 歷屆行政人員

### 校監
- 梁林開 牧師（1977年-1988年，創校校監）
- 曹潤斌 先生（1988年-1989年）
- 吳伯齡 先生（1989年-1997年）
- 林崇智 牧師（1997年-2006年、2007年-2011年）
- 霍文健 先生（2006年-2007年）
- 簡祺標 牧師（2011年-2020年）
- 曾兆基 先生（2020年起，現任校監）

### 校長
- 丘維清 先生（1977年-1985年，創校校長）
- 張志賢 先生（1985年-1989年）
  - 林嚴莊 先生（1989年-1990年，署任校長）
- 羅世光 先生（1990年-2015年）
- 藍正思 先生（2015年起，現任校長）

## 學界成績
| 年度      | 比賽名稱                                       | 姓別 | 組 | 成績 | 備註 |
| --------- | ---------------------------------------------- | ---- | -- | ---- | ---- |
| 2006-2007 | 中學校際田徑比賽（第三組別四區——港島及九龍區） | 女子 | 甲 | 季軍 |      |
| 2007-2008 | 中學校際田徑比賽（第三組別四區——港島及九龍區） | 女子 | 甲 | 季軍 |      |
| 2008-2009 | 中學校際田徑比賽（第三組別四區——港島及九龍區） | 女子 | 丙 | 殿軍 |      |
| 2011-2012 | 中學校際田徑比賽（第三組別四區——港島及九龍區） | 男子 | 丙 | 殿軍 |      |
| 2014-2015 | 中學校際田徑比賽（第三組別四區——港島及九龍區） | 男子 | 丙 | 冠軍 |      |
| 2015-2016 | 中學校際田徑比賽（第三組別四區——港島及九龍區） | 女子 | 甲 | 殿軍 |      |

| 年度      | 比賽名稱                               | 姓別 | 組   | 成績 | 備註 |
| --------- | -------------------------------------- | ---- | ---- | ---- | ---- |
| 2006-2007 | 中學校際乒乓球比賽（第三組別——港島區） | 女子 | 乙   | 冠軍 |      |
|           |                                        |      | 團體 | 殿軍 |      |
| 2007-2008 | 中學校際乒乓球比賽（第三組別——港島區） | 女子 | 甲   | 季軍 |      |
| 2008-2009 | 中學校際乒乓球比賽（第三組別——港島區） | 女子 | 甲   | 冠軍 |      |
| 2009-2010 | 中學校際乒乓球比賽（第三組別——港島區） | 女子 | 甲   | 季軍 |      |
| 2010-2011 | 中學校際乒乓球比賽（第三組別——港島區） | 女子 | 甲   | 殿軍 |      |
| 2011-2012 | 中學校際乒乓球比賽（第三組別——港島區） | 女子 | 甲   | 亞軍 |      |
| 2012-2013 | 中學校際乒乓球比賽（第三組別——港島區） | 女子 | 丙   | 殿軍 |      |
| 2016-2017 | 中學校際乒乓球比賽（第三組別——港島區） | 女子 | 乙   | 殿軍 |      |

| 年度      | 比賽名稱                             | 姓別 | 組   | 成績 | 備註           |
| --------- | ------------------------------------ | ---- | ---- | ---- | -------------- |
| 2006-2007 | 中學校際籃球比賽（第二組別——港島區） | 女子 | 甲   | 冠軍 |                |
|           |                                      |      | 團體 | 殿軍 |                |
| 2007-2008 | 中學校際籃球比賽（第二組別——港島區） | 女子 | 甲   | 亞軍 |                |
|           |                                      |      | 丙   | 亞軍 |                |
|           |                                      |      | 團體 | 季軍 |                |
| 2008-2009 | 中學校際籃球比賽（第二組別——港島區） | 女子 | 甲   | 冠軍 |                |
|           |                                      |      | 團體 | 冠軍 | 上升至第一組別 |

| 年度      | 比賽名稱                             | 姓別 | 組   | 成績 | 備註 |
| --------- | ------------------------------------ | ---- | ---- | ---- | ---- |
| 2006-2007 | 中學校際排球比賽（第二組別——港島區） | 男子 | 甲   | 冠軍 |      |
|           |                                      |      | 團體 | 季軍 |      |
| 2007-2008 | 中學校際排球比賽（第二組別——港島區） | 男子 | 甲   | 亞軍 |      |
|           |                                      |      | 丙   | 殿軍 |      |
|           |                                      |      | 團體 | 季軍 |      |

### 羽毛球隊
| 年度      | 比賽名稱                               | 姓別 | 組 | 成績 | 備註 |
| --------- | -------------------------------------- | ---- | -- | ---- | ---- |
| 2007-2008 | 中學校際羽毛球比賽（第二組別——港島區） | 女子 | 丙 | 亞軍 |      |
| 2008-2009 | 中學校際羽毛球比賽（第二組別——港島區） | 男子 | 甲 | 殿軍 |      |
| 2011-2012 | 中學校際羽毛球比賽（第二組別——港島區） | 女子 | 丙 | 殿軍 |      |

## 行政長官《施政報告》學生諮詢
2008年9月26日，中學生施政報告諮詢會選址小西灣衞理中學。除衞理中學外，並邀請區內三間中學，分別嶺南衡怡紀念中學、福建中學(小西灣)及中華基金中學的四百多名師生就民生、教育、環保及經濟議題上向該屆行政長官曾蔭權發表意見。

## 校友
- 莊文強：香港電影導演
- 張彥博：香港男藝人
- 李曉欣：無綫電視粵語新聞前主播
- 吳志輝：香港中文大學醫學院外科學系泌尿外科教授
- 林達豪：教育局總課程發展主任(資優教育)
- 孫慧雪：香港女藝人
- 黃　進：憑《一念無明》一片榮獲第53屆金馬獎最佳新導演及第36屆香港電影金像獎新晉導演
- 胡健民：現任政制及內地事務局副局長、前大埔區議會議員（宏福）
- 鄧以婷：香港女演員
- 鄧鍵泓：LIHKG 討論區創意台台主
- 隋緣：作家，隋彪之子[2]

## 外部連結
- 衞理中學網頁 （页面存档备份，存于）